# Marokanci
Marokanci (arapski: المغاربة) su pripadnici nacije, koji dijele zajedničku marokansku kulturu i podrijetlo.
Uz 35 milijuna Marokanaca u Maroku, postoje velike migrantske populacije marokanskih korijena u državama kao što su: Francuska, Belgija, Izrael, Italija, Nizozemska, Španjolska, Libija, te manje skupine u Velikoj Britaniji, SAD-u, Kanadi i arapskim državama Perzijskog zaljeva.
Maroko je zemlja multietničkog društva i bogate kulture, civilizacije, i tradicije. Kroz povijest, Maroko je ugostio mnoge narode, osim autohtonih Berbera, došli su s istoka Feničani i Arapi, s juga stanovnici sub-saharske Afrike, a sa sjevera Rimljani, Vandali, andaluški Muslimani i Židovi. Svi oni su ostavili utjecaj na društvene strukture i religiju Maroka.
Svaka regija Maroka ima svoju vlastitu jedinstvenost te pridonosi nacionalnoj kulturi. Maroko teži zaštiti raznolikosti i očuvanju kulturne baštine.

## Poveznice
- Stanovništvo Maroka